# Џон Хердман
Џон Хердман (енгл. John Herdman; Консет, 19. јул 1975) енглески је фудбалски тренер и бивши фудбалер.

## Каријера
Хердман је био селектор новозеландске женске и канадске женске фудбалске репрезентације. Са Канадом је освојио бронзану медаљу на Олимпијским играма 2012. и 2016. године.
Од 2018. до 2023. године био је селектор канадске мушке фудбалске репрезентације. Са Канадом се пласирао на Светско првенство 2022. године – друго светско првенство у историји Канаде (прво је било 1986. године). Пласманом на то Светско првенство, Хердман је постао први селектор у историји који је успео да одведе неку мушку и женску репрезентацију на Светско првенство.